# Sierra de Pisco
La sierra de Pisco (en portugués, Serra do Pisco) es una cordillera  portuguesa de 989 m de altura, situada en el Distrito de Guarda, que posee una orientación general norte-sur.
Se localiza al oeste de la ciudad de Trancoso y al sur-este de la localidad de Aguiar da Beira. Su punto más alto está situado entre el límite este de la freguesia de Carapito y el límite oeste de la freguesia Santa María de Trancoso.
- Datos: Q10370499